# Lothar Pleuse
Lothar Pleuse (* 4. Juni 1936 in Berlin) ist ein ehemaliger Tischtennisspieler der DDR. Von Mitte der 1950er Jahre bis Mitte der 1960er Jahre gehörte er zu deren Spitzenspielern. Er wurde mehrfach DDR-Meister und nahm sechsmal an Weltmeisterschaften teil.

## Werdegang
Erst als 14-Jähriger kam Pleuse mit Tischtennis in Berührung. Er schloss sich dem Verein Ajax Neptun Berlin und danach Stern Kaulsdorf an. Später wechselte er zu Motor Ostend, wo der damalige führende DDR-Spieler Siegfried Facius (1915–1968) sein Trainer wurde. Später spielte Pleuse für die Vereine SC Motor Berlin, BSG Lok Erich Steinfurth Berlin, TSC Oberschöneweide und TSC Berlin. Mit dem SC Motor Berlin wurde er 1956 und 1957 DDR-Mannschaftsmeister. Ende der 1960er Jahre musste Pleuse aus gesundheitlichen Gründen mit dem Leistungssport aufhören.

## Erfolge
Pleuse nahm an den Weltmeisterschaften 1955, 1957, 1959, 1961, 1963 und 1965 teil. 1961 gewann das Team der DDR gegen das der BRD. Dabei besiegte Pleuse Wolfgang Prandke und Martin Ness. 1958, 1960, 1964 und 1966 wurde er für Tischtennis-Europameisterschaften nominiert. Dabei holte er 1964 Bronze im Mixed mit Doris Hovestädt. Insgesamt 74 Länderspiele bestritt er für die DDR. 1961 wurde er internationaler Meister von Polen. 1965 schied er aus dem Nationalmannschaftskader aus.
Die DDR-Meisterschaft gewann Pleuse 1960 und 1965 im Einzel sowie 1957, 1960, 1961 (jeweils mit Heinz Schneider), 1963 (mit Siegfried Lemke) und 1965 (mit Wolfgang Stein) im Doppel. Um 1965 wurde er mehrere Jahre lang in der DDR-Rangliste auf Platz 1 geführt.
1959 wurde er mit dem Ehrentitel Meister des Sports ausgezeichnet.

## Privat
Pleuse ist von Beruf Tischler. Er ist verheiratet und hat zwei Söhne.

## Turnierergebnisse
| Verband | Veranstaltung       | Jahr | Ort       | Land | Einzel     | Doppel        | Mixed      | Team |
| ------- | ------------------- | ---- | --------- | ---- | ---------- | ------------- | ---------- | ---- |
| GDR     | Europameisterschaft | 1964 | Malmö     | SWE  |            |               | Halbfinale |      |
| GDR     | Europameisterschaft | 1960 | Zagreb    | YUG  |            | Viertelfinale |            |      |
| GDR     | Weltmeisterschaft   | 1965 | Ljubljana | YUG  | letzte 128 | letzte 32     | letzte 64  | 15   |
| GDR     | Weltmeisterschaft   | 1963 | Prag      | TCH  | letzte 64  | letzte 32     | letzte 32  | 9    |
| GDR     | Weltmeisterschaft   | 1961 | Peking    | CHN  | letzte 128 | letzte 32     | letzte 64  | 4    |
| GDR     | Weltmeisterschaft   | 1959 | Dortmund  | FRG  | letzte 32  | letzte 128    | letzte 32  | 17   |
| GER     | Weltmeisterschaft   | 1957 | Stockholm | SWE  | letzte 64  | letzte 32     | letzte 32  |      |
| GER     | Weltmeisterschaft   | 1955 | Utrecht   | NED  | Qual       | Qual          | letzte 64  |      |